# Pla (llenguatge audiovisual)
Un pla és, en les arts audiovisuals, l'espai escènic (personatges, objectes, paisatges) que capta l'objectiu de la càmera des que s'inicia la filmació fins que es deté. La mateixa terminologia s'utilitza en les arts gràfiques, especialment pel que fa als còmics. Per a poder diferenciar els plans es classifiquen segons diferents paràmetres com l'enquadrament o l'angle que forma l'objectiu amb l'objecte o persona fotografiada. Una definició paral·lela del pla seria: El pla és la unitat bàsica, primària, de la narrativa audiovisual.
En el cinema, un conjunt de plans serveix per construir una escena, que aquestes en el seu conjunt formen les seqüències per finalment formar el film.
Els plans es poden clasificar segons:
- La seva escala/proporció: Es pren com a referència a la figura humana. Es poden agrupar en plans descriptius, narratius o expressius.
- L'angulació de la càmera: En funció de l'alçada de la càmera respecta personatges o objectes
- Punt de vista: Depèn del punt de vista (intern o extern) per a mostrar l'acció.

## Plans segons l'escala[1]
Amb el pas dels anys després de l'aparició del cinematògraf, la societat s'adona que el sentit d'un missatge depèn, entre altres coses, de quina selecció fem de la realitat. És llavors quan es busca trobar noves formes d'enquadrament i neix un vocabulari per a poder distingir dennotativament els diferents tipus de plans, així com el valor i afecte que causen a l'espectador.

### Plans Descriptius
- Gran pla general (GPG): És un pla que mostra un gran escenari o una gran multitud, on no es poden apreciar petits detalls sinó la situació en què succeeix la escena. Té un valor descriptiu, de presentació, tot i que també pot adquirir un valor dramàtic o de solitud si comparem les proporcions minúscules d’una persona respecte a la grandesa del medi.
- Pla general (PG): Com el gran pla general, també mostra un escenari. Tanmateix, ho fa des d'una posició molts més pròxima, de manera que ofereix més detall del lloc o paisatge. També pot aparèixer el subjecte o protagonista per a introduir-lo a una escena o context.
- Pla de conjunt (PC): Capta, en un entorn general, un grup de persones que realitzen alguna acció.
- Pla sencer (PS): També conegut com a pla figura és aquell pla que cobreix únicament i de manera completa la figura o personatge, és a dir, des del cap fins als peus.

### Plans Narratius
- Pla americà (PA - P3/4): El pla americà o tres quarts és un dels més coneguts. Present en moltes de les pel·lícules ambientades amb el Far West, on apareixien vaquers i era important enregistrar les armes que portaven a la alçada de la cintura a una altura on se'ls donés importància. Per això rep també el nom de tres quarts, perquè enregistra tres quarts de la figura humana, des del cap fins als genolls.
- Pla mitjà (PM): Pla que enquadra des del cap fins a la cintura. És el pla i la distància que s’ajusta més a allò que veiem al parlar amb una altra persona, per això és molt comú en conversacions, per exemple. També distingim el pla mitjà curt, que s’apropa més a la figura, enquadrant del cap fins a la meitat de la panxa, desentenent-se del fons i donant únicament importància al personatge.

### Plans Expressius
- Primer pla (PP): Encapçala del cap fins a les espatlles, donant importància a l'expressió del personatge. És una distància molt pròxima i intima que pot transmetre tant confidència com intimitat respecte el subjecte.
- Primeríssim primer pla (PPP): Es capta una part reduïda del personatge com pot ser la cara, la mà, els ulls... de manera que es pugui apreciar en tot detall. Quan s'aïlla intencionadament l'objecte mostrat (a través d'un enquadrament molt pròxim o una profunditat de camp molt reduïda, per exemple) anomenem a el pla Close-up.[2]
- Pla de detall (PD): Enquadrament molt apropat d’una acció o objecte, que s’utilitza quan volem que no passi desapercebut com ho faria en un altre tipus de pla. En cinema, s’utilitza per a donar importància a alguna cosa de manera que doni sentit o complementi la trama.[3][4]

Pla Escorç: El pla escorç, és un tipus de pla on es veu part del cos del personatge que està d'esquenes, es pot combinar amb qualsevol escala de pla.

## Plans segons l'angulació de la càmera[6]
La angulació, també coneguda com a inclinació de la càmera, és la diferència de nivell que hi ha entre la càmera fotogràfica o de vídeo i allò fotografiat. Aquesta perspectiva, a part de alterar l'enquadrament, és capaç de deformar les proporcions i, per conseqüència, el missatge que es transmet a l'espectador.
- Angle normal: També conegut com a frontal, és aquella en què la càmera queda perpendicular al personatge, de manera que es forma una línia imaginaria pràcticament recte que uneix els ulls del personatge o el centre geomètric de l’objecte amb la lent de la càmera.
- Angle picat: La càmera se situa per sobre de l’objecte o personatge, apuntant cap el terra. Aquest, adopta unes dimensions més petites que desemboquen en una sensació d'inferioritat, inseguretat o humiliació, entre d'altres. També es sol usar per a representar amb més detall paisatges o multituds. Quan aquest adopta un angle totalment perpendicular a l'eix horitzontal adopta el nom d'angle zenital, o popularment conegut com a vista d’ocell.
- Angle contrapicat: La càmera està situada per sota el personatge i mira cap al cel, de manera que allò representat s’allarga i engrandeix, donant sensació de superioritat, seguretat i poder, per exemple. Si aquest forma un angle de noranta graus amb l’horitzontal rep el nom d’angle nadir.
- Angle aberrant o holandès: La càmera s’inclina cap a un costat per a enregistrar o capturar imatges, de manera que veiem la imatge torta. Això transmet inestabilitat o inquietud, ja que ens dona més sensació de moviment al no estar estàtica. Per aquestes raons no és un recurs gaire emprat, tot i que predomina en seqüències d’acció.
- Pla sonor

## Plans segons el punt de vista[7]
- Pla objectiu: Mostra l'acció des del punt de vista de l'espectador (punt de vista extern).
- Pla subjectiu: Mostra l'acció des del punt de vista d'un personatge integrat en l'acció (punt de vista intern). Ajuda a entrar i emfatitzar amb el món creat en la ficció.
- Pla objectual: El punt de vista és des d'un objecte (com si aquest estigués mirant a través dels seus ulls).[8]
- Pla subjectiu voyeur: És un pla subjectiu, però la mirada es fa a través d'un objecte, ja sigui una lupa, uns prismàtics...[9]
- Pla indirecte: L'acció es mostra mitjançant els reflexes, ja sigui un mirall o aigua.

## Convencions en la planificació pel que fa a la tipologia de plans en el cinema[10]
- Pla contra pla: És una tècnica de rodatge on s'enregistren els actors per separat i posteriorment en la sala de muntatge es van alternant els plans per mostrar de forma seguida el rostre de cada un dels personatges, si es vol mostrar el moment en què parlen o la seva reacció a l'escoltar les paraules de l'altre personatge. Es pot fer amb una sola càmera o bé amb dues o més càmeres i rodar l'escena una única vegada. Normalment es repeteix la mateixa escala de pla entre pla i pla.
- Salt proporcional: S'ha d'intentar que els canvis entre pla i pla siguin suaus i progressius en escala.[11]
- Temps de l'ectura: Un pla ha d'estar en pantalla el temps necessari perquè un espectador entengui els elements més significatius que ens mostra el pla.

## Pla seqüència[12]
El pla seqüència succeeix quan tota l'acció dramàtica (seqüència) es porta a terme en un únic pla. Sorgeix als primers films dels germans Lumière, quan encara no existia el muntatge, i amb el pas del temps s'ha convertit en un recurs amb grans finalitats expressives. Pot respondre a: Generar plaer visual, relacionar accions/personatges/espais, potenciar el suspen, transmetre autenticitat... Aquí, pla i seqüència agafen la mateixa definició.
Pla film: Semblant al pla seqüència, però amb la particularitat, que en aquest cas tot el film està filmat sense cap tall, tot en una seqüència, en un pla. El film està compost únicament per un pla seqüència, és molt poc habitual.
Pla màster: Es diferencia del pla film pel fet que en aquest cas el film tot i que es vol rodar en un únic pla, es tenen al cap possibles talls i edicions a l'hora del muntatge que pemetran donar més ritme a l'acció.

## Transicions entre plans
Al cinema trobem diferents tècniques a l'hora de canviar d'un pla a un altre, unint-los. Aquestes tècniques s'anomenen transicions o signes de puntuació, i en podem trobar, segons el propòsit que es busqui, de diferents tipus:
- Tall: És la transició més habitual i es forma passant d'un pla al següent sense afegir cap efecte. Això s'utilitza per donar una continuïtat de temps i espai, per això les diferències entre plans no han de ser importants, sinó es confondria a l'espectador.
- Encadenat: Es dona quan una imatge es transforma progressivament en una altra. Aquesta tècnica s'utilitza quan entre els plans no ha passat gaire temps narratiu o per unir dues idees relacionades o enfrontades.[14]
- Fosa: Dins de la fosa en trobem de diferents variants:
  - Fossa a negre: es tracta de passar d'una imatge a la següent primer passant a un fotograma completament negre gradualment (la imatge va enfosquint-se). El següent pla va apareixent gradualment. Aquest efecte gairebé no el notem perquè el cervell segueix veient la imatge encara que el estigui el fotograma en negre. Les utilitzacions més freqüents són: per indicar el pas del temps, per mostrar un flashback o flashforward, per marcar el final d'una escena o final de pel·lícula, etc.
  - Fossa a blanc: És la mateixa tècnica que la fosa a negre, però amb un fotograma blanc. Les utilitzacions però són més simbòliques i volen evocar un sentiment d'alliberament, esperança, descobrir la realitat, el despertar, etc.
- Cortineta (wipe): Consisteix a desplaçar horitzontalment un pla per donar pas al següent. Aquesta transició s'ha deixat d'utilitzar al cinema, però encara la podem trobar a programes de televisió. El seu ús mostra un gran distanciament temporal i espacial.
- Escombrat (whip pan): Es tracta d'un moviment de càmera molt ràpid, amb el que no es distingeixen amb claredat la imatge. Té un efecte molt semblant al desenfocament.[15] Aquest s'utilitza per passar d'escenes que tenen molta acció.
- Desenfocament (focus-in, focus-out): Consisteix, com el seu propi nom indica, a desenfocar una imatge per enfocar-ne la següent. Aquesta transició s'utilitza per diferenciar la realitat d'un somni, o un record.
- Match-cut: Consisteix a unir dos plans per semblança o contrast del contingut de la imatge i es fa tant per tall com per encadenat. Normalment marca el canvi d'escena.